# 奇幻文學
奇幻文學是指文學類型的奇幻作品創作，主要的形式為奇幻小說。廣義上含有幻想要素的文學作品也包括在內，像是玄幻小說，以及古代所流傳的童話、神話、民間傳奇故事。創作者亦可將奇幻文學和其他文類，如言情小說、推理小說結合，創造出各種不同的風格。
古代流傳的童話故事與神話，富含大量奇幻要素，是現代奇幻文學的起源。中世纪騎士文学與近现代哥德小說則是現代奇幻文學的雛形，《魔戒》出現後，奇幻文學這種文類（genre）才逐漸凸顯出來而發揚光大，並影響日後的奇幻文學作品。

## 定義

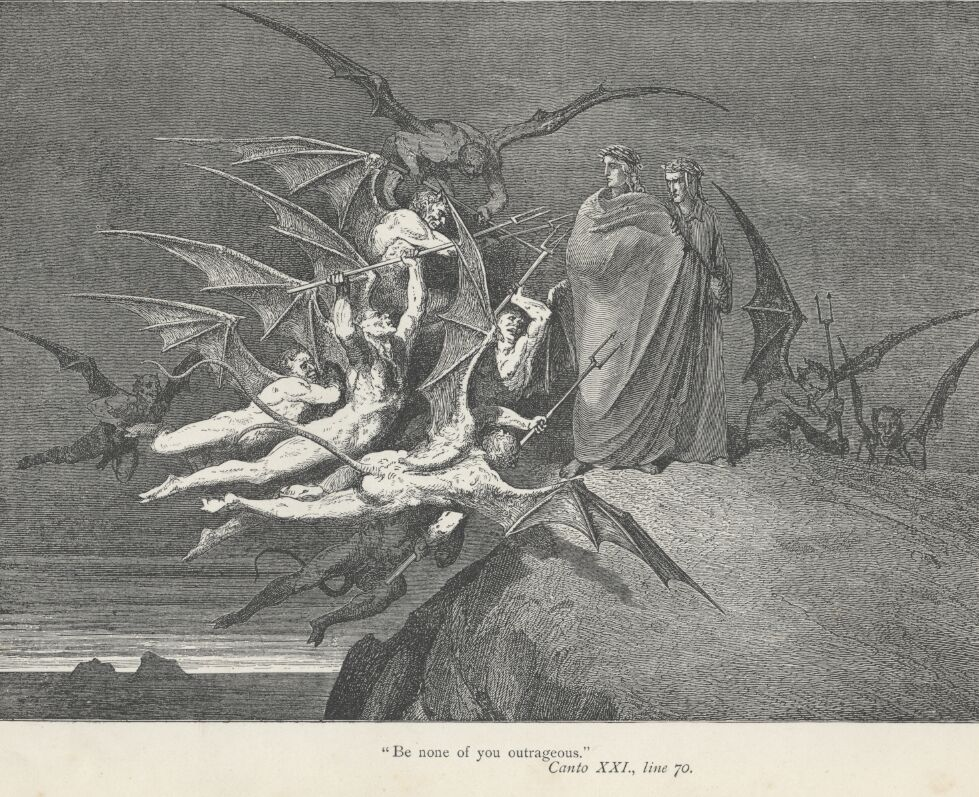
但丁《神曲》中的插圖

任何文學創作中含超自然、無科學依據等元素，皆可歸類為奇幻類作品。奇幻文學偏重在魔法、超自然和神秘學，而根植於童話、神話和古代文化的傳說。其魅力所在，正是不會發生於真實世界的「架空世界」要素。不過亦有創作者將奇幻文學的主要場景設定在真實世界，特別是都市奇幻的類型。
奇幻作品大致上有幾種特徵：
1. 常出現精靈（Elf）、小仙子（Fairy，或譯妖精）、矮人（Dwarf）、女巫、龍等奇幻生物或傳說生物。
2. 有一套魔法體系的運作。
3. 架空世界（建構於現實之上而描繪的虛構世界）場景。

講鬼靈神怪的靈異小說（Horror fiction）、架空並帶有超自然色彩的科幻小說，這兩者和奇幻小說相近，三者也有重疊之處。不過，科幻小說偏重科技和外太空旅行的題材，靈異小說則特別重視驚悚感的營造。
武俠小說是以俠義為主題風行於華人地區的大眾文學，結合歷史與幻想的小說類型。

## 歷史

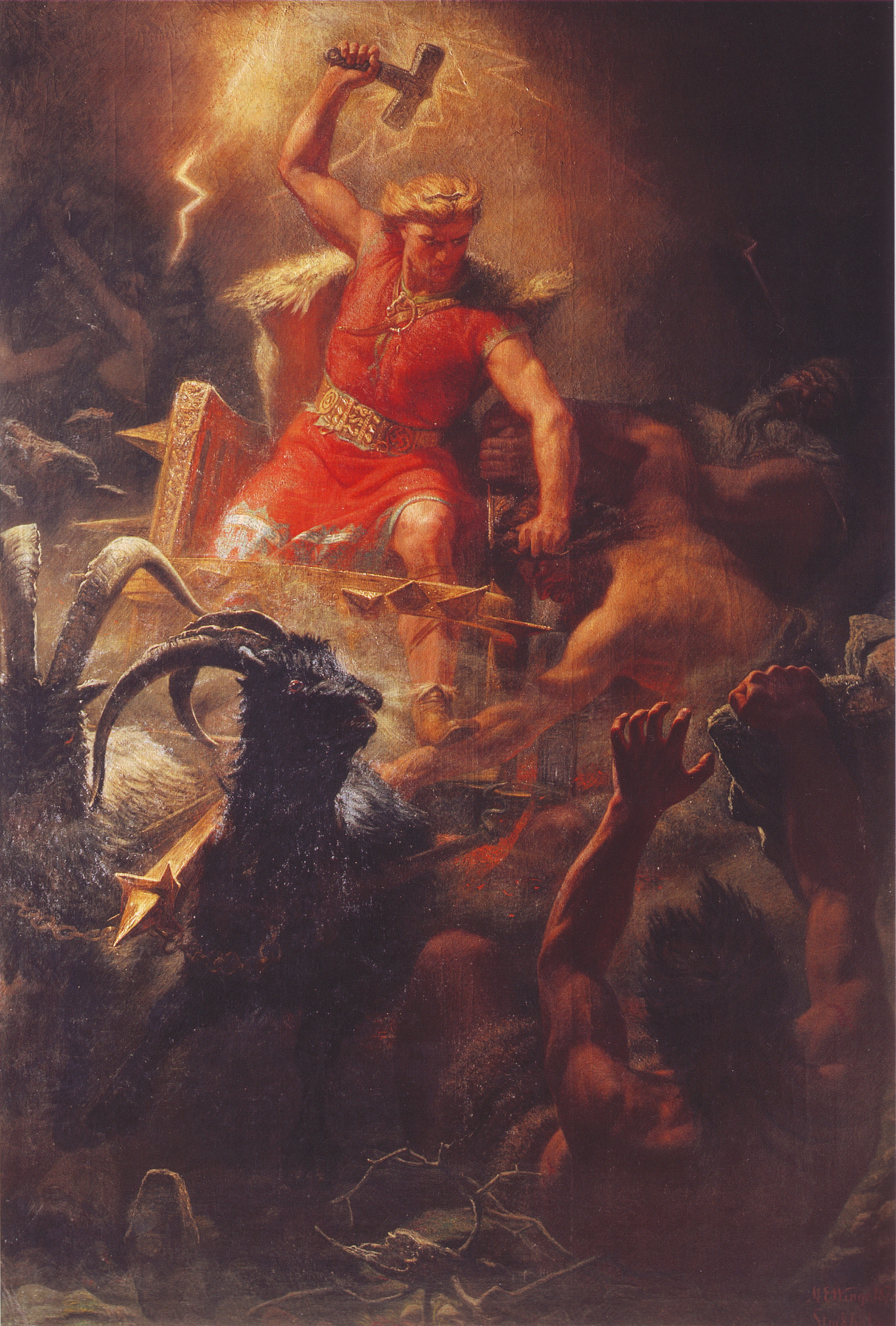
北歐神話：雷神索爾與巨人們的決戰。

奇幻文學有着悠久而卓越的源流，其根源可上溯至各地神話，如埃及神話、希腊神话、北欧神话、中國神話、童話故事與民間傳奇故事。
古代埃及人的信仰經歷了前後近3000年的歲月，其中多次出現大的變化。埃及神話中大多數神祇都具有人身動物頭的形象，這是埃及神話的一個顯著特點。埃及神話中最重要的幾個事件有創世神話，其中眾神在最初的混沌中創造了世界；太陽神拉對世界進行統治；以及歐西里斯神話，其中代表正義的神歐西里斯、伊西斯及荷魯斯與邪惡與無序之神賽特進行鬥爭。
希臘神話多是從希臘文學以及公元前900到800年的幾何藝術時期的作品上獲得的。書庫是唯一一部由古希臘時期保存下來的希臘神話繪圖手稿。這部作品中載有大量有關希臘神話的原始資料（例如諸神的家譜），以英雄神話為主。最早的幾部參考文獻當推荷馬的兩部史詩：《伊利亞特》和《奧德賽》。
北歐神話主要是藉由口頭傳播，歷史可追溯到1世紀－2世紀。北歐神話中有許多部分十分特別，大部分的其他神話都會描寫創世的榮光，但北歐神話卻著力描述世界的毀滅。神話中的神是會老死的，也是不完美的。這是北歐神話和世界其他神話最不一樣的地方。但另一方面，北歐神話相信當萬物消亡，新的生命將再次形成，世界上的一切都是循環的。
童話故事主要是說書人所說的故事，通常都沒有任何書面紀錄可供後世參考。最早有以文字形式流傳的童話故事是在公元前1,300年的古埃及，自此之後童話故事開始在寫作形式的文學作品中出現，諸如公元100至200年間阿普列尤斯（Apuleius）所著《金驢記》（The Golden Ass）出現的《愛神與美女》（Cupid and Psyche）或是公元200至300年間印度的《五卷書》。許多證據顯示許多之後童話故事集裡的故事都是根據民間故事重新編寫而成的。這些故事合集通常根據更古老的民間故事而來，像是《一千零一夜》、《二十五個起屍鬼的故事》（Vetāla Pañcaviṃśati）及《彼勒與大龍》（Bel and the Dragon）。除了這些合集之外，中國的道家哲學家，像是《列子》與《莊子》，也都將一些童話故事以他們的表現方式出現在他們的哲學思想中。公元前六世紀的《伊索寓言》是西方世界第一本著名的童話集。
東亞的奇幻文學，大都異於歐美作品的獨特風格。大多數的作品，尤其是東方文化強烈的世界而言，常設定在真實事物上，不管是崑崙山或平安時代皆是；此外，凡是具有超自然特性的非人類角色，人們對它們的出現常會感到敬畏和威脅，並沒有擺脫鬼神的性質；最重要的是，東方奇幻常基於道家的陰陽學說，還有佛教的因果輪迴思想，來表顯出善和惡的錯綜複雜。
在19世纪和20世纪初，真正的奇幻文學才出現，许多奇幻中長篇小說与科幻小说同時发表在相同類型的文學杂志上。 20世紀隨著核能、電視和電腦的發明和科學的進步，科幻小說加入幻想文學（fantastic literature）的行列。

## 典型作品分類

### 古代西方奇幻
- 荷馬史詩 ：荷馬的兩部史詩：《伊利亞特》和 《奧德賽》，內容充滿了神人變化、法師與術士爭戰。《伊利亞特》講述特洛伊戰爭。《奧德賽》講述特洛伊戰後，英雄奧德修斯歷經千辛萬苦才回到家，除掉那些騷擾他妻子的人，重新坐回皇座的這段旅程[9]。
- 希臘神話：環繞在泰坦和奧林匹斯十二主神等的情節。
- 貝奧武夫：英國最古老的史詩，西元八世紀約750年左右的英雄敘事長詩，描述盎格魯-撒克遜人的蓋亞斯坦族國王與惡龍搏鬥的故事[9]。
- 北歐神話：創世神話與諸神的黃昏。北歐神話是個多神系統，大致上可分成五個體系：巨人（Giants）、阿薩神族（Aesir）、華納神族（Vanir）、精靈（Elves）以及侏儒（Dwarves）。巨人是最早的生命，生出了諸神，但同時也是眾神最大的敵人，可以將之理解為人格化的自然力量。神分為兩個部族，以主神奧丁（Odin）為首領的阿薩神族以及以大海之神尼約德（Njord）為首領的華納神族，其中主要神有十二個。精靈及侏儒屬於半神，他們為神服務。
- 浮士德：1808年發表的一部德國悲劇中渴求不死身的倒霉博士 。
- 威爾斯民間故事集：長生不老的英雄。
- 波斯的列王經：各式各樣的幻想產物。
- 一千零一夜：於阿拉伯9世紀左右出版，裏頭有數不盡的魔法物品與奇幻小故事。
- 骑士文学：中世纪骑士文学与近现代哥特文学的广泛传播，为奇幻文学的兴起打下了坚实基础。
- 亚瑟王：12世紀，由遍歷歐洲的吟遊詩人開始傳頌的《亚瑟王传说》为当代奇幻文學提供了另一重要题材，魔法师梅林、圆桌骑士、马术、浪漫却轮廓鲜明的情節與壯闊的史詩冒險，成為众多作者笔下紛然不同的延伸作品底下的主角與幻想空間[10]。
- 14世紀但丁的史詩 ──《神曲》 ，描述但丁在地獄、煉獄、天堂的一路上，和所遇到的有名的靈魂交談內容，使得宗教文學與奇幻文學發生密切關聯。
- 莎士比亞：威廉·莎士比亞約1590年創作的歌劇《仲夏夜之夢》 ，侍奉仙王仙后－忒修斯及希波呂忒的小仙子侍從成為歌劇中的奇幻經典人物。1717年開始出現的哥德小說元素包括恐怖，神秘、超自然、厄運、死亡、頹廢、住著幽靈的鬼屋、癲狂、家族詛咒等，包含更廣闊的奇幻想像因子。
- 1865年出版的文學作品《愛麗絲夢游仙境》與1860年—1937年所創造的小說《彼得潘》成為著名兒童奇幻小說，並被同名改編於舞臺劇、兒童故事、以及其他衍生作品的共同名稱。
- 1888年愛爾蘭作家王爾德的《快樂王子》。
- 1908年比利時作家莫里斯·梅特林克的《青鳥》。
- 民間傳說：由於中世紀歐洲的迷信信仰，民間傳說四處廣泛流傳吸血鬼、狼人、精靈等傳奇故事，1897年出版的德拉庫拉成為哥德式恐怖奇幻小說經典。

### 古代東方奇幻

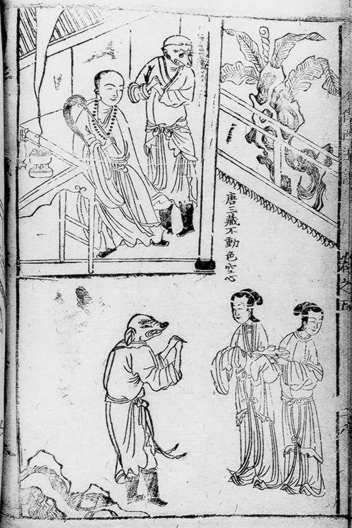
《西遊記》插图

東方神話,傳說,故事中,通常會出現許多妖精或鬼怪，較知名的有《西遊記》、《聊齋誌異》、《桃太郎》等作品。東方奇幻文學的風格和西方不盡相同，主要是以印度、中國和日本及當地民間傳說為主。一般被稱為神怪小說。由於長期受到道教和儒家思想的影響，東方神怪故事向來藉由神仙、方術、鬼魂、狐狸、妖怪、民間信仰、天堂、地獄等虛構故事，來反應社會時事和人性的道義情理。
- 《西遊記》：書中讲述唐朝玄奘到西天取经，圍繞著諸多仙佛，表现了惩恶扬善的古老主题。《西遊記》成书于16世纪明朝中叶，自问世以来在東亞地區广为流傳。在日本等地也出现許多以孙悟空为主角的作品。
- 《聊齋誌異》：在清代風行一時，類似小說大量出現，並成為現代鬼怪類型奇幻的經典作品。
- 《封神榜》：又名封神演义，明代神魔小说。商朝的紂王和妲己，以及道教神仙之間的大鬥法。
- 《山海經》：先秦古籍。記載女媧、盤古等神話人物，還有遠古地理和奇石異獸。
- 《羅摩衍那》：印度史詩之一。描述阿逾陀國王子羅摩、其妻悉多和神猴哈奴曼對抗邪惡的故事。
- 《摩訶婆羅多》：印度史詩之一。描述黑天和俱盧兄弟之間的權力鬥爭。
- 《潘吉王子》：爪哇的民間故事。是一系列有關潘吉王子這位英雄的故事，據信其為阿周那的爪哇版本。
- 《加利哥的故事（英语：La Galigo）》：布吉人創世神話史詩。描述神靈後裔Sawerigading王子的傳奇故事。
- 《古事記》：天照大神和須佐之男等日本神話諸神。
- 《竹取物語》：從竹子誕生出來的輝夜姬和五樣珍貴的神秘寶物。
- 《御伽草子》：記載酒吞童子和浦島太郎等名間故事。
- 《尼山萨满传》：记载尼山萨满传说的民间故事

### 現代奇幻作品
現代奇幻文學通常被稱為奇幻小說，這些作品向來以架空世界、奇異生物和非人類種族、虛構宗教、主角與其隊伍以及邪惡勢力等等著稱。J.R.R.托爾金《魔戒》、C·S·路易斯的《納尼亞年代記》、娥蘇拉·勒瑰恩的《地海》系列获得了巨大的声望，奇幻小说写作获得了重生，之后的作品多模仿这些成功的作品，从神话、史诗和中世纪浪漫文学中借鉴了许多成分。
中國最具代表的武俠小說與玄幻小說較少帶有天馬行空的奇幻色彩，但氣功、功夫常被視為東方代表性要素，並影響了不少西方奇幻文學。在日本方面，除了《陰陽師》等作品還帶有和風色彩之外，其他作品受西方風格的奇幻小說影響較重，像是《羅德斯島戰記》、《勇者鬥惡龍》與《最終幻想》等RPG遊戲。此外，不少歐美或西方風格的奇幻作品裡，也融合了東方文化元素，如某些作品出現了中國武術、日本的忍者與武士等。
著名典型如下：
- 《魔戒》系列：在20世纪中期，J·R·R·托尔金在1937年出版的《哈比人歷險記》和1954年至1955年之間出版的《魔戒》。
- C·S·路易斯的《納尼亞年代記》 系列。
- 《地海》系列：娥蘇拉·勒瑰恩於1968年出版的《地海巫師》和後續多部以此為背景的奇幻小說而廣為人知，此系列小說合稱為《地海傳說》。
- 田中芳树的《银河英雄传说》 系列。
- 龍槍系列： 1984年，第一部龍槍小說——《龍槍編年史：秋暮之巨龍》出版之後，它橫掃市場，並給TRPG玩家們提供了一個奇幻的世界，給他們在其中歷險。这些奇幻文學使角色扮演游戏龙与地下城的诞生，而傑出的游戏設定又反过来产生了更多的文學作品。游戏公司发行以它们自己的虚构游戏世界为背景的奇幻小說如《黑暗精靈三部曲》、 《被遗忘的国度》等名著。
- 武俠小說：以金庸創作的金庸作品為代表。

## 總覽分類
現在流行的奇幻文學通常分为几个分支：

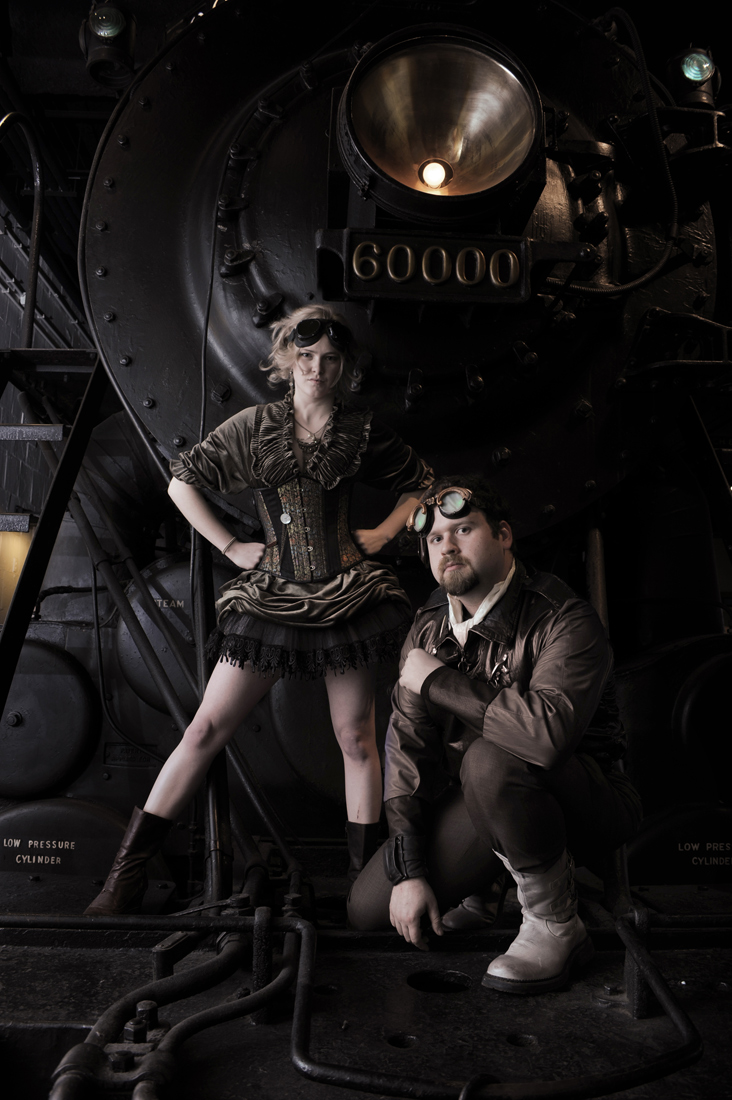
以蒸汽朋克為題材的插畫

奇幻文學作品由於天馬行空幻想為基礎的特性，因此彼此互相混血情況比其他文學體裁更為普遍，有些作品已經難以歸於某類。
- 史诗奇幻──也称古典奇幻，題材範圍類似史詩，架構完全虛構的世界，以對抗超自然邪惡勢力或具有拯救世界神聖使命為主題，《冰與火之歌》、《魔戒》與《奧德賽》為代表性作品。
  - 剑与魔法──劍是主角，魔法是配角，代表作品为《蛮王柯南》。
- 历史奇幻——背景设定为真实历史时期，但参杂了虚构的奇幻色彩，代表作品為《亞瑟王傳奇》 。
- 當代奇幻──時空背景與真實現代相差無幾，但會出現超自然現象或幻想生物，電影《哈利波特》可歸於此類，而至現代女巫作為主角的歐美電視劇或以降頭、蠱術、殭屍與茅山道士為主題的電影也算現代奇幻的代表作。

- 中国大陆审查网站把“当代奇幻”或大部分奇幻作品又划分为“灵幻”分类，如僵尸题材电影改名为《灵幻先生》、漫画《尸兄》，与修仙、道教题材的“玄幻”作品分开。

- 科学奇幻——與科幻不同的是，許多構思看似科學但毫無根據，甚至在科技中混合了巫術，以《科學怪人》與電玩作品《女神轉生》作為代表。
- 轻松奇幻──輕鬆勵志風格的奇幻作品，常見於童話故事或勵志散文，著名有《小王子》、《牧羊少年奇幻之旅》。
- 浪漫奇幻──以浪漫愛情為主軸，以奇幻因子作為點綴，通常屏除了暴戾打鬥與神聖使命任務，代表性作品為《仲夏夜之夢》 。
- 黑暗奇幻──帶有陰沉、黑暗或恐怖感的奇幻故事作品，例如《吸血鬼紀事》、《陰屍路》。
- 奇幻电影──不同于科幻电影，通常以著名電玩作品改編而成，如：《最終幻想電影版》與魔獸爭霸電影。
- 英雄奇幻——特別著重在主角的英勇戰鬥與不凡身手，特色為主角都身手不凡，動漫作品《聖鬥士星矢》、《七龍珠》為經典代表。
- 蒸汽朋克──以科學混沌未明的蒸氣時代為背景的奇幻作品，通常帶有濃厚科技感與未來感，代表作品有蒸氣男孩、最終幻想VII與The Order:1886。

许多东方传统文学（包括中国文学、日本文学等）中也有与西方文学相应的奇幻文类，比如：
- 武侠奇幻——描述游侠在江湖历险的故事，如《三侠五义》以及梁羽生、金庸和古龙等人的武侠小说作品
- 仙侠奇幻——描述修真术士与各种超自然势力斗法的的历险，代表作有《蜀山剑侠传》、《诛仙》、《凡人修仙传》等。
- 神魔奇幻──描述神仙、妖魔、人之間的恩怨情仇，綜合宗教、神話與此為民間喜聞樂見的形式，中國古典小說《封神榜》、《西遊記》、《聊齋誌異》也歸於此類。
- 玄幻奇幻──原則上凡是不能明確歸類於科幻、武俠、恐怖等傳統範疇的幻想小說，都可以被歸於玄幻奇幻之類，為黃易所提出建立在玄想基礎上作為構想，並藉由網路文學而發揚光大，混血情況特別嚴重的作品也可歸於此類，如《五星物語》。
- 忍术奇幻——日本文学中有关忍者传说的一类作品，代表作是山田风太郎的“忍法帖“系列。

## 奇幻奖项
由于奇幻文学与科幻文学的天然联系，众多科幻奖项也同时或逐渐接受奇幻作品提名。比如雨果奖与星云奖最初都是纯粹的科幻奖，后来也接受奇幻作品成为泛幻想类的奖项。其他比较重要的奖项有：
- 轨迹奖（軌跡獎）：由美国《轨迹（英语：Locus (magazine)）》（Locus）科幻杂志读者票选的年度科幻与奇幻奖。
- 世界奇幻奖（世界奇幻奖）：1975年开始的评委团评审奇幻奖，于每年的世界奇幻大会（World Fantasy Convention）期间颁发。
- 神话幻想奖（Mythopoeic Fantasy Award）：偏重于迹象文学社式奇幻作品的年度奖。
- 不列颠奇幻协会奖(英倫奇幻獎)（British Fantasy Society）：英国作家的奇幻年度奖。
- 中国银河奖：继1997年北京国际科幻大会以来，在中国举办的规模最大的国际性科幻/奇幻交流大会。大会的主题是科学·幻想·未来。安排18场精彩纷呈的主题报告会和一场幻想文学高峰论坛会。此外，60余所高校的大学生也组团前来送上他们精心准备的幻想剧目。[11]
- 奇幻藝術獎：由奇幻基金會與數位內容學院共同合作的奇幻獎項，每屆訂定奇幻主題，讓參賽者以超自然要素為創作基礎，定義自己心中的奇幻。[12]

## 外部連結
- 奇幻文學簡史（A Brief History of Fantasy Literature）（页面存档备份，存于）
- 奇幻基地
- 奇幻修士會（页面存档备份，存于）
- 科幻與奇幻（页面存档备份，存于）